# News
 Ikke at forveksle med TV 2 News.
News er et dansk band dannet sommeren 1981 i København, der op gennem 1980'erne havde store hits med bl.a. "Jeg elsker dig" (1983) og "Du er..." (1984). Bandets musik fik dog noget skarp kritik i medierne for, at være kluntet gymnasie-rock, og endda "én stor tomgang smarte klichéer uden nogen form for nerve".
News udsprang fra Aske Jacobys Aske Jacoby Band der spillede siden 1979. Gruppen spillede et par år og blev klar til at indspille deres første album i 1981. Men i den forbindelse erstattedes Lars Danielsson af Jette Schandorf og Jeppe Reipurth af Peter Biker, og gruppen tog navneforandring til News. I 1983 forlod guitarist Aske Jacoby og forsanger Gitte Naur bandet. Naur blev afløst af Søs Fenger, som var medvirkende på flere af deres største hits, især på albummet fra 1984, der blot bar gruppens navn. Fenger forlod dog bandet i 1987 til fordel for en solokarriere, og blev afløst af Nadia Stein. Bandet udgav sit sidste album i 1994 og opløstes i 1995.
I 2008 var deres store hit "Du er" fra 1984 kortvarigt på den dansk singlehitliste i seks uger med en niendeplads som højeste placering.
Den 11. november 2024 meldte Peter Biker, Jette Schandorf og Søs Fenger at News gendannes og tager på tour i 2025.

## Medlemmer gennem tiden
- Gitte Naur (vokal) (1979-1983)
- Aske Jacoby (guitar) (1979-1983)
- Jakob Vejslev (guitar) (1979-1982)
- Lars Danielsson (bas) (1979-1981)
- Jeppe Reipurth (trommer) (1979-1981)
- Jette Schandorf (bas) (1981-1995)
- Peter Biker (trommer, senere også keyboards) (1981-1995)
- Martin Nordborg (keyboard) (1981-1987)
- Søs Fenger (vokal) (1983-1987)
- Jørgen Rygaard (guitar) (1983-1989)
- Nadia Stein (vokal) (1988-1995)

## Diskografi

### Album
- Stereo Magasin (1981), udgivet på Sonet
- Sæt Sejl (1982), udgivet på Sonet
- News (1984), udgivet på Mercury
- Den Grønne Streg (1985), udgivet på Mercury
- News (1986), udgivet på Mercury
- Den Blå Kanal (1988), udgivet på RCA
- Sort På Hvidt (1990), udgivet på Replay Records
- Crazy Lazy City (1992) udgivet på Replay Records
- Kun Om Natten (1994)
- Great News (1996)

### Singler
- "Koldt Vand Til Roser", Sonet 1982
- "Trafik / Forstadskvarter "(7", Single), Sonet 1982
- "Jeg Elsker Dig" / "Hva' Vil Du?", Mercury 1983
- "Du Er", Mercury 1984
- "1000 Kys", RCA 1987
- "Vi Bli'r Bare Ved" / "Vilde Katte", RCA 1988
- "Helt Alene", RCA 1988
- "Alle Andre Si'r", Replay Records (5) 1990
- "Her Er Min Sang Til Dig" / "Som Et Hjerte Faret Vild"", Replay Records (5) 1990
- "Falder For Dig, Replay Records (5), 1990
- "Ta' Med Mig", Replay Records (5), 1990
- "Crazy, Lazy City", Replay Records (5), 1991
- "Goodbye Is Goodbye", Replay Records (5), 1992
- "Streets Of Love", Replay Records (5), 1992
- "Hey You"m Replay Records (5), 1992
- "Stjernerne I Dine Øjne" (CD, Single, Promo)